# Birgit Apfelbaum
Birgit Apfelbaum (* 1958) ist eine deutsche Kommunikations- und Sozialwissenschaftlerin. Sie ist Professorin für Kommunikations- und Sozialwissenschaften an der Hochschule Harz in Halberstadt.
Schwerpunkte ihrer Forschung liegen in der Kommunikation im Öffentlichen Sektor (Qualitative Sozialforschung, Gesprächsanalyse, Angewandte Gesprächsforschung; Experten-Laien-Kommunikation; Konfliktmoderation, Mediation) und Mehrsprachigkeit/Interkulturelle Kommunikation (Internationale Kooperation; Sprach- und Kulturmittlung, Dolmetsch-Interaktion; Migration und Integration).

## Akademische Laufbahn
Ihre Laufbahn begann Apfelbaum im Jahr 1977 an der Universität Bielefeld, an der sie 1984 die Fächer Französisch und Pädagogik mit dem 1. Staatsexamen (Sek II und I) mit einer Arbeit zu Politikerkommunikation im französischen Rundfunk abschloss. Weitere Abschlüsse erwarb sie in den Jahren 1980 (Vor-Diplom in Psychologie), 1986 (Staatsexamen Französisch und Erziehungswissenschaften) und 1989 (Diplôme d’Etudes Approfondies in Linguistique), ehe sie schließlich im Dezember 1992 zum Dr. phil. in Romanistischer Linguistik / Deutsch als Fremdsprache promovierte. Dies geschah an der Fakultät für Linguistik und Literaturwissenschaften der Universität Bielefeld mit einer Dissertation zum Thema „Erzählen im Tandem. Sprachlernaktivitäten und die Konstruktion eines Diskursmusters in der Fremdsprache (Zielsprachen: Französisch und Deutsch)“.
Schließlich habilitierte sie im Juli 2002 an der Fakultät für Linguistik und Literaturwissenschaft der Universität Bielefeld (Venia legendi: Romanistische und Angewandte Sprachwissenschaft) mit einer Arbeit zum Thema Gesprächsdynamik in Dolmetsch-Interaktionen.

## Lehre und Berufstätigkeit
Ihre universitäre Lehrlaufbahn begann Apfelbaum von 1987 bis 1992 als DAAD-Lektorin an der Université de Provence in Frankreich. Von 1993 bis 1995 war sie Akademische Rätin a. Zt. am Institut für Angewandte Sprachwissenschaften der Universität Hildesheim und bis 2000 zuerst Wissenschaftliche Assistentin am selben Institut und für einige Monate Vertretungsprofessor am Fachbereich Fachkommunikation der Fachhochschule Magdeburg. Direkt im Anschluss bis 2004 hatte Apfelbaum eine Professur für Angewandte Sprachwissenschaft/Fachübersetzen Französisch am Fachbereich Fachkommunikation der Hochschule Magdeburg-Stendal und bis 2006 am Sprachenzentrum der Hochschule Harz inne.
Seit dem 1. September 2006 hält sie die Professur für Kommunikations- und Sozialwissenschaften am Fachbereich Verwaltungswissenschaften der Hochschule Harz und ist dort aktuell Ausländerbeauftragte.

## Schriften
- 2002: Gesprächsdynamik in Dolmetsch-Interaktionen. Eine empirische Untersuchung von Situationen internationaler Fachkommunikation unter besonderer Berücksichtigung der Arbeitssprachen Deutsch, Englisch, Französisch und Spanisch. Habilitationsschrift Universität Bielefeld, Fakultät für Linguistik und Literaturwissenschaft  (veröffentlicht 2004)
- 1992: Erzählen im Tandem. Sprachlernaktivitäten und die Konstruktion eines Diskursmusters in der Fremdsprache (Zielsprachen: Französisch und Deutsch). Dissertation Universität Bielefeld, Fakultät für Linguistik und Literaturwissenschaft (veröffentlicht 1993)
- 1989: Reconstruction d'événements passés dans des discussions entre interlocuteurs français et marocains. Mémoire de DEA de Linguistique, Université de Provence
- 1986: Aufbau der Fertigkeit Hörverstehen im Rahmen einer Unterrichtsreihe zum Thema „Les élections législatives du 16 mars 1986“ durchgeführt in einem Leistungskurs 11/2 des Gymnasiums. Hausarbeit zum 2. Staatsexamen, Bezirksseminar Minden
- 1984: Funktionale Analyse von Frage-Antwort-Sequenzen in Politikerinterviews am Beispiel der Sendung Face au Public. Hausarbeit zum 1. Staatsexamen, Universität Bielefeld
- 2010: (mit Bernd Meyer) (eds): Multilingualism at Work. From policies to practices in public, medical and business settings. Amsterdam/Philadelphia: John Benjamins (= Hamburg Studies on Multilingualism; 9)
- 1998: (mit Hermann Müller) (Hgg.): Fremde im Gespräch. Gesprächsanalytische Untersuchungen zu Dolmetschinteraktionen, interkultureller Kommunikation und institutionellen Interaktionsformen. Frankfurt/M.: IKO-Verlag für Interkulturelle Kommunikation